# Mamonas Assassinas - O Show Deve Continuar...
Mamonas Assassinas - O Show Deve Continuar... é uma biografia do Mamonas Assassinas escrito por E. Cherri Filho, e lançado postumamente em 7 de março de 2004 pela editora Primeira Impressão.
Este livro foi planejado pelos pais do vocalista Dinho (Célia e Hildebrando Alves), e pela editora Primeira Impressão. Por ter passado muito tempo em contato direto com os familiares do vocalista, colhendo depoimentos, histórias e detalhes pessoais sobre o grupo, o escritor narra, em 176 páginas, toda a história do grupo, desde o surgimento, auge e fim dos Mamonas. Segundo Cherri Filho, "consegui, na época, ouvir vários familiares e até o áudio dos pilotos durante a queda".
O prefácio do livro foi redigido por Lucimara Parisi, diretora de produção do programa Domingão do Faustão.

## Sinopse
| “ | Este livro é uma homenagem aos aficionados do grupo Mamonas Assassinas. Nele constam diversos depoimentos com os sentimentos, o desejo de falar aquilo que está impregnado nos corações de milhões de pessoas. | ” |